# CorePNG
CorePNG ist ein verlustfreier Videokompressions-Codec, der auf dem Bildkompressionsformat PNG basiert. Jedes Einzelbild (Frame) wird dabei als PNG komprimiert. Er wird als freie Software unter der GNU General Public License veröffentlicht.
Der Codec hat auch die Fähigkeit P-Frames (Prediction-Frames) zu schreiben, also das Abspeichern der Differenzinformation von einem Bild zum vorhergehenden. Dies erhöht die Kompression wesentlich, verlangt aber höhere Rechenleistung und mehr Speicher zum En- und Dekodieren.
CorePNG eignet sich besonders für grafische Videos, wie zum Beispiel Zeichentrick, sowie CGI-Videos oder Screencasts sowie für Alphakanal-Videos, also besonders für Filme mit eher flächigen Farbbereichen.
Bei sehr flächigen Filmen, wie Alphakanal-Videos, die nur aus schwarz-weißen Flächen bestehen, ist der LCL-Codec noch effizienter.
Für normale DV-Aufnahmen (Landschaft, Personen, …) liefert HuffYUV in der Regel schnellere und kleinere Ergebnisse.
CorePNG benutzt den FOURCC-Code png1.